# Zeche Königsgrube
Die Zeche Königsgrube war ein Steinkohlenbergwerk in Herne-Röhlinghausen. Das Bergwerk war das älteste Bergwerk in Wanne-Eickel.

## Geschichte

### Die Anfänge
Bereits in den Jahren 1849 und 1850 wurden im Gebiet von Röhlinghausen Schürfbohrungen durchgeführt. Etwa im gleichen Zeitraum wurden drei Mutungen durch einen Rentmeister aus Steele, einen Bergeleven aus Mülheim und einen Eisenbahnbeamten aus Köln eingelegt. Im Jahr 1851 wurden die drei Mutungen Glückauf Anna, Glückauf Elise und Glückauf Lina unter dem Namen Ida Maria konsolidiert. Am 5. September des Jahres wurden die Geviertfelder Glückauf Elise und Glückauf Lina verliehen. Am 1. Juli des Jahres 1855 wurde die Magdeburger Bergbau-AG gegründet. Das Kapital dieser Aktiengesellschaft betrug 500.000 Reichstaler. Am 13. Juli 1855 wurde das Geviertfeld Glückauf Maria verliehen. Am 27. Oktober 1855 wurden die Felder zum Grubenfeld Königsgrube konsolidiert. Die gesamte Berechtsame umfasste eine Fläche von 3,1 km2. Am 26. September 1856 wurde das konsolidierte Feld Königsgrube an die Magdeburger Bergwerks-AG zum Preis von 119.775 Reichstalern verkauft. Im selben Jahr wurde mit den Teufarbeiten für die beiden Schächte Ernestine (Schacht 1) und Louise (Schacht 2) begonnen. Im Jahr 1857 erreichten man bei einer Teufe von 125 Metern (- 72 m NN) das Karbon. Zu dieser Zeit gehörte das Bergwerk zum Oberbergamtsbezirk Dortmund und dort zum Bergrevier Bochum. Die Magdeburger Bergbau-AG zählte im Dezember 1858 zu den Gründungsmitgliedern des Vereins für die bergbaulichen Interessen im Oberbergamtsbezirk Dortmund. Während der Schacht 1 bereits bis zu einer Teufe von 63 Lachter abgeteuft war, war der Wasserhaltungsschacht 2 erst bis zu einer Teufe von 38 Lachter geteuft. Da man davon ausging, dass es in diesem Gebiet zum Einströmen größerer Wassermengen kommen würde, wollte man mit dem Betrieb großer Wasserhaltungsmaschinen die Wässer abpumpen. An Schacht 1 wurde eine Dampfmaschine mit einer Leistung von 120 PS installiert, die später als Fördermaschine verwendet wurde. An Schacht 2 wurde eine Wasserhaltungsmaschine mit einer Leistung von 300 PS installiert. Die abgepumpten Grubenwässer wurden über einen im Mergel erstellten Querschlag abgeleitet. Im Jahr 1859 wurde im Schacht 2 bei einer Teufe von 170 Metern (- 117 m NN) die 1. Sohle angesetzt. Später wurde bei einer Teufe von 125 Metern (- 72 m NN) die Mergelsohle angesetzt. Im Jahr darauf wurde bei einer Teufe von 222 Metern (- 169 m NN) die 2. Sohle (106 Lachter) angesetzt. Noch im selben Jahr wurde der Schacht 1 bis zur 1. Sohle in Betrieb genommen.

### Die ersten Betriebsjahre
Noch im Jahr 1860 wurde mit der Kohlenförderung begonnen. Zunächst wurde nur Kohle für den Eigenbedarf gefördert. Im darauf folgenden Jahr wurde auf der 2. Sohle wurde ein Querschlag nach Süden zur Verbindung der beiden Schächte aufgefahren. Noch im selben Jahr wurden die Schächte 1 und 2 miteinander durchschlägig. In das Liegende des Querschlages wurde ein Bohrloch erstellt. Bei den Bohrarbeiten wurden zwei Flöze mit einer Mächtigkeit von 21 und 81 Zoll erbohrt. Es wurden die Teufarbeiten am Schacht 2 weiter geführt und der Schacht weiter abgeteuft. Außerdem wurde eine Lokomotivbahn erstellt. Die Bahn wurde über die Zeche Nikolaus bis zur Bahnstation Herne geführt. Im Jahr 1862 wurde im Schacht 2 bei einer Teufe von 246 Metern (- 193 m NN) die 3. Sohle angesetzt. Schacht 1 wurde im selben Jahr bis zur 2. Sohle geteuft. Im Jahr 1863 wurde mit der regelmäßigen Kohlenförderung begonnen. Auf der 106-Lachter-Sohle wurde der östliche Querschlag bis auf eine Länge von 104 Lachter aufgefahren. Es wurde ein 74 Zoll mächtiges Flöz in Verhieb genommen. Allerdings neigte dieses Flöz stark zur Entwicklung von Schlagwettern. In einem 90-Zoll-Flöz wurden die Gewinnungsarbeiten aufgrund der Unreinheiten im Flöz wieder eingestellt. Der Betrieb der Zeche hatte starken Einfluss auf die Entwicklung der Ortschaft Röhlinghausen. Viele Bewohner tauschten ihren Arbeitsplatz in der Landwirtschaft gegen einen Arbeitsplatz im Bergbau unter Tage ein. Außerdem zogen hunderte von Menschen aus entfernten Regionen zu, um im Bergwerk zu arbeiten.

### Der Ausbau des Bergwerks
Im Jahr 1869 wurden die Teufarbeiten an Schacht 1 wieder aufgenommen und der Schacht wurde tiefer geteuft. Im selben Jahr wurde die Bahnverbindung zum Bahnhof Bochum in Betrieb genommen. Im Jahr darauf wurde der Schacht 1 bis zur 3. Sohle geteuft. Im Jahr 1872 wurde der Verwaltungsrat der Magdeburger Bergwerks-AG (der Eigentümerin des Bergwerks) umgebildet in den Aufsichtsrat. Der erste Aufsichtsratsvorsitzende war Kommerzienrat Kricheldorf aus Magdeburg. Später wurden auch Friedrich Grillo und August Waldhausen in den Aufsichtsrat gewählt. Im Jahr 1874 wurden die Schächte 1 und 2 tiefer geteuft. Im Jahr 1875 begann man über ein Gesenk bei einer Teufe von 312 Metern (- 259 m NN) mit dem Aufschluss der 4. Sohle. Im Jahr 1877 wurden die Schächte 1 und 2 mit der 4. Sohle durchschlägig. Im Jahr 1879 wurden die Teufarbeiten an Schacht 2 wieder aufgenommen und der Schacht wurde tiefer geteuft. Im Jahr 1880 wurde im Schacht 2 bei einer Teufe von 412 Metern (- 359 m NN) die 5. Sohle angesetzt. Im selben Jahr trat die Magdeburger Bergwerks-AG der Förderkonvention der Zechen des Oberbergamtsbezirks Dortmund bei. Im Jahr 1882 wurden die Teufarbeiten an Schacht 1 wieder aufgenommen und der Schacht wurde erneut tiefer geteuft. Im Jahr darauf erreichte man mit dem Schacht 1 die 5. Sohle. Im Jahr 1888 wurde mit den Teufarbeiten von Schacht 3 begonnen. Der Schacht wurde neben den Schächten 1/2 angesetzt. Im Jahr 1891 ging der Schacht 3 als Wetterschacht in Betrieb. Im Jahr 1892 wurden die Teufarbeiten an Schacht 1 wieder aufgenommen und der Schacht wurde erneut tiefer geteuft. Im Jahr 1893 wurde im Schacht 2 bei einer Teufe von 480 Metern (- 427 m NN) die 6. Sohle angesetzt. Im Jahr 1894 wurde der Schacht 1 bis zur 6. Sohle geteuft. Im Jahr 1897 wurde die 6. Sohle zur Hauptfördersohle. Im selben Jahr wurde begonnen, den Schacht 3 ab der 5. Sohle aufzubrechen. Im Jahr 1900 ging der Schacht bis zur 5. Sohle in Betrieb. Im Jahr 1902 wurden an 16 Tagen Feierschichten eingelegt. Im Jahr 1903 wurde mit den Teufarbeiten für den Schacht Gustav (Schacht 4) begonnen. Der Schacht wurde neben den Schächten 1/2/3 angesetzt.

### Der weitere Betrieb
Im Jahr 1904 wurde der Schacht Gustav in Betrieb genommen. Durch die Inbetriebnahme dieses Schachtes hatte das Bergwerk nun drei Förderschächte. Der Schacht nahm die Förderung bis zur 6. Sohle auf. Im selben Jahr wurden weitere 18 Feierschichten eingelegt. Zwischen den Schächten lag die Mühlenstraße (heute Königsgruber Straße), die von der Zeche als Transportweg zwischen Schacht Gustav und den Schächten Ernestine und Louise genutzt wurde. Trotz des gefährlichen Passierens der Straße war die Gemeinde Röhlinghausen vorerst nicht bereit, die Straße zu sperren. In den folgenden Jahren wurden keine größeren Investitionen auf dem Bergwerk getätigt. Im Jahr 1910 wurden die Teufarbeiten an Schacht 2 wieder aufgenommen und der Schacht wurde tiefer geteuft. Im Jahr 1912 wurde im Schacht 2 bei einer Teufe von 541 Metern (- 488 m NN) die 7. Sohle angesetzt. Im Jahr 1919 wurde der Schacht 1 bis zur 7. Sohle tiefer geteuft. Im Jahr 1920 wurde der Schacht 4 bis zur 7. Sohle tiefer geteuft. Im selben Jahr wurde die 7. Sohle als Hauptfördersohle eingesetzt. Im Jahr 1922 wurde der Schacht 3 bis zur 7. Sohle geteuft. Im Jahr 1923 wurde wegen der Ruhrbesetzung der Betrieb auf dem Bergwerk eingestellt. Im Jahr 1924 tauschten die Aktionäre der Magdeburger Bergbau-AG ihre Aktien gegen Aktien der Deutschen Erdöl-AG ein. Das Bergwerk wurde dadurch von der Deutschen Erdöl-AG übernommen. Bereits im darauf folgenden Jahr erhöhte die Deutsche Erdöl-AG das Aktienkapital auf annähernd elf Millionen Reichsmark. Die neue Eigentümergesellschaft begann in den folgenden Jahren, das Bergwerk zu modernisieren und auf eine Förderkapazität von 3000 Tonnen pro Tag auszubauen. Hierfür wurden ab dem Jahr 1927 über Tage und unter Tage mehrere Umbauten und Neubauten durchgeführt.
Schließlich wurde auch die Königsgruber Straße im Bereich des Zechengeländes aufgelassen, dadurch musste der Fahrzeugverkehr die Anlage nördlich umfahren. Für die Fußgänger wurde eine Brücke errichtet. Diese Eisenkonstruktion war mit hohen Winkeltreppen versehen. Somit konnten die Passanten gefahrlos das Werksgelände überqueren. Allerdings stiegen die Kohlenoxydgase der geförderten und bei Absatzmangel auf Halde geschütteten Kohlen nach oben und führten bei den Passanten, die die Brücke benutzten, zu Hustenanfällen. Aufgrund dieser, insbesondere für Berginvaliden, atemraubenden Angelegenheit, erhielt dieser Überweg über den Zechenbahnhof den Namen „Asthmabrücke“. Im Jahr 1930 wurden weitere 30 Feierschichten eingelegt. Im Jahr 1931 wurde im Schacht 4 bei einer Teufe von 673 Metern (- 620 m NN) die 8. Sohle angesetzt. Im selben Jahr wurden 61 Feierschichten eingelegt, 1933 68 Feierschichten und 1934 35 Feierschichten. Im Jahr 1937 wurde der Schacht 3 abgeworfen. Im selben Jahr wurde Schacht 4 als Wetterschacht in Betrieb genommen. Im Jahr 1938 wurde der Schacht 3 verfüllt.
Im Zweiten Weltkrieg erlitt das Bergwerk erhebliche Kriegsschäden. Trotz dieser Schäden kam die Zeche noch 1945 wieder in Förderung. Ab dem Jahr 1947 wurde die 8. Sohle als Hauptfördersohle eingesetzt. Bis zum Jahr 1948 wurden die Kriegsschäden im Wesentlichen beseitigt.

### Die letzten Jahre bis zur Stilllegung
In den 1950er Jahren wollte man die noch oberhalb anstehenden Flöze abbauen. Da die oberen Sohlen aufgegeben und verbrochen waren, wurde im Jahr 1952 bei einer Teufe von 148 Metern (- 95 m NN) die 1. Sohle neu angesetzt. Zusätzlich wurde bei einer Teufe von 250 Metern (- 197 m NN) die A-Sohle angesetzt. In den nachfolgenden Jahren waren die zum Krupp-Konzern gehörenden Zechen Hannover-Hannibal bestrebt die markscheidende Zeche Königsgrube aufzukaufen. Im Jahr 1954 wurde das Bergwerk durch die Krupp AG erworben. Bereits im darauf folgenden Jahr begann man mit den Arbeiten für den Verbund mit der Zeche Hannover. Eine Hauptaufgabe war es, eine Untertageverbindung zwischen den beiden Bergwerken herzustellen. Es wurde ein Blindschacht von der 8. Sohle zur 750-Meter-Sohle der Zeche Hannover geteuft. Im Jahr 1956 wurde die Aufbereitung der Zeche Königsgrube stillgelegt. Die auf Königsgrube abgebauten Gaskohlen wurden über Tage transportiert und die abgebauten Fettkohlen wurden unter Tage zur Aufbereitung der Zeche Hannover gefördert. Durch die Zusammenfassung der Aufbereitung war gleichzeitig der Ausbau der Kraftwirtschaft auf der Zeche Hannover vorgesehen. Im selben Jahr wurde begonnen, von der Zeche Hannover auf der 950-Meter-Sohle eine Strecke in das Grubenfeld von Königsgrube aufzufahren. Am 1. Januar des Jahres 1958 erfolgte der Verbund mit der Zeche Hannover. Am 1. Januar 1959 wurde der Tagesbetrieb des Betriebsteils Königsgrube stillgelegt. Die Förderung ging nun komplett unter Tage zum Tagesbetrieb Hannover. Im Jahr 1961 erfolgte die komplette Übernahme durch die Zeche Hannover. Der Betriebsteil Königsgrube 1/2 wurde noch bis zum Februar des Jahres 1967 für die Seilfahrt und die Materialförderung genutzt.

### Förderung und Belegschaft
Auf der Zeche wurden sowohl Fettkohlen als auch Flammkohlen mit guter Qualität gefördert. Die Kohlen waren zur Maschinenfeuerung sehr gut geeignet. Die ersten bekannten Belegschaftszahlen stammen aus dem Jahr 1858, damals waren 170 Bergleute auf dem Bergwerk beschäftigt. Im Jahr 1863 wurden mit 427 Beschäftigten 408.742 preußische Tonnen Steinkohle gefördert. Im Jahr 1865 wurden 557.381 preußische Tonnen Steinkohle gefördert, die Belegschaftsstärke betrug in diesem Jahr 560 Beschäftigte. Im Jahr 1870 wurden mit 763 Beschäftigten 162.855 Tonnen Steinkohle gefördert. Im Jahr 1875 stieg die Förderung an auf 230.773 Tonnen Steinkohle, die Belegschaftsstärke betrug in diesem Jahr 1071 Beschäftigte. Im Jahr 1880 wurde mit 700 Beschäftigten eine Förderung von 205.279 Tonnen Steinkohle erbracht. Im Jahr 1885 wurden mit 1195 Beschäftigten 376.336 Tonnen Steinkohle gefördert. Im Jahr 1890 sank die Förderung auf 365.404 Tonnen Steinkohle. Die Belegschaftszahl lag in diesem Jahr bei 1339 Beschäftigten. Im Jahr 1895 wurden mit 1355 Beschäftigten 406.377 Tonnen Steinkohle gefördert. Im Jahr 1900 überschritt die Förderung zum ersten Mal die 500.000 Tonnen Marke. Mit 1644 Beschäftigten wurden 559.155 Tonnen Steinkohle gefördert. Im Jahr 1905 sank die Förderung auf 410.000 Tonnen Steinkohle. Die Belegschaftszahl lag in diesem Jahr bei 1400 Beschäftigten.
Im Jahr 1910 wurden mit 1585 Beschäftigten 489.862 Tonnen Steinkohle gefördert. Im Jahr 1913 stieg die Förderung an auf 584.374 Tonnen Steinkohle, die Belegschaftsstärke betrug in diesem Jahr 1669 Beschäftigte. Im Jahr 1915 sank die Förderung auf 379.927 Tonnen Steinkohle, die Belegschaftsstärke betrug in diesem Jahr 1060 Beschäftigte. Im Jahr 1920 wurden mit 1984 Beschäftigten 424.428 Tonnen Steinkohle gefördert. Im Jahr 1925 wurde mit 1800 Beschäftigten eine Förderung von 437.000 Tonnen Steinkohle erbracht. Im Jahr 1930 wurden mit 1564 Beschäftigten 488.087 Tonnen Steinkohle gefördert. Im Jahr 1935 stieg die Förderung an auf rund 523.000 Tonnen Steinkohle, die Belegschaftsstärke betrug in diesem Jahr 1260 Beschäftigte. Im Jahr 1940 wurden mit 1566 Beschäftigten 611.232 Tonnen Steinkohle gefördert. Die maximale Förderung des Bergwerks wurde im Jahr 1942 erzielt, mit 1779 Beschäftigten wurden 694.882 Tonnen Steinkohle gefördert. Im Jahr 1950 sank die Förderung auf rund 469.000 Tonnen Steinkohle, die Belegschaftsstärke betrug in diesem Jahr 1795 Beschäftigte. Im Jahr 1960 waren noch 1199 Mitarbeiter auf dem Bergwerk beschäftigt, es wurden 541.028 Tonnen Steinkohle gefördert. Dies sind die letzten bekannten Förder- und Belegschaftszahlen.

## Heutiger Zustand

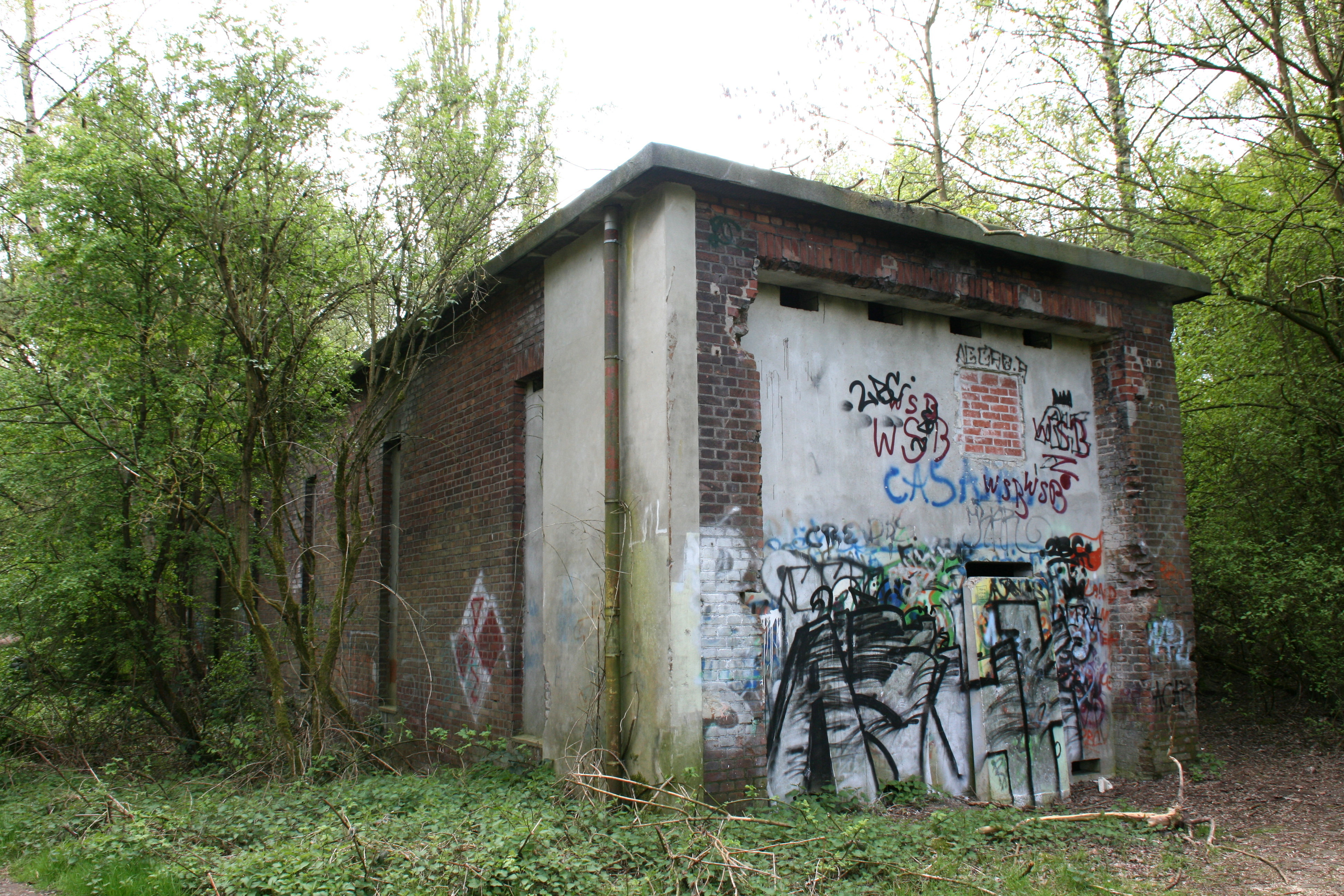
Ehemaliger Lokschuppen der Zeche, heute Rückzugs- und Brutbereich für Fledermäuse

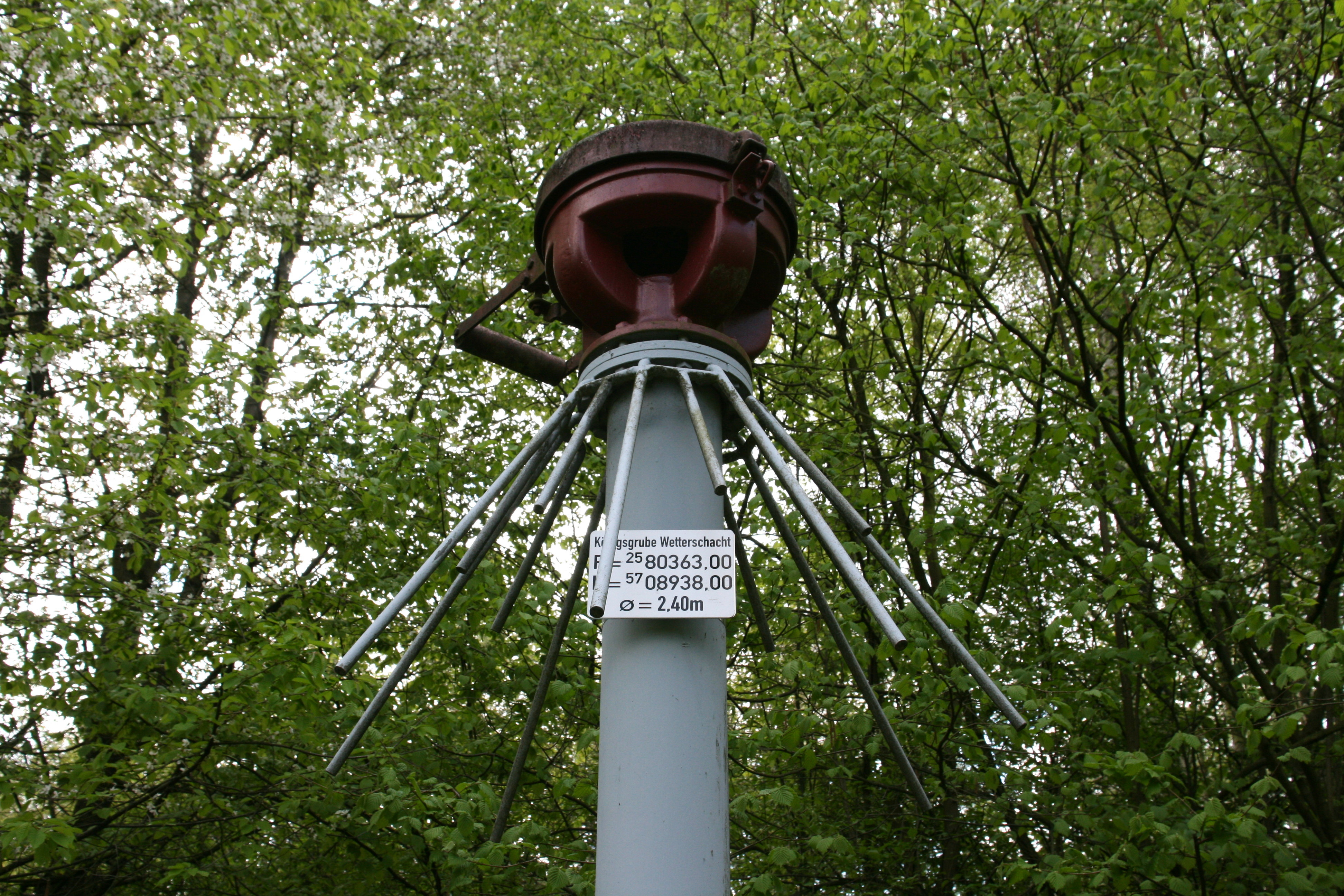
Protegohaube auf Schacht 4

Bereits im Jahr 1973 wurden einzelne Bereiche der Tagesanlagen abgerissen. Die restlichen Tagesanlagen folgten größtenteils ab März 1974. Die Lage der Schächte ist noch an den Protegohauben ersichtlich, sie befindet sich heute auf dem Gelände des Park Königsgrube. Von der ehemaligen Zeche sind nur noch wenige Überreste erhalten geblieben, wie die westliche Einfriedung, Teile der Bergehalde und der Lokschuppen.

## Lage der Schächte
Alle vier Schächte lagen dicht beieinander auf einem gemeinsamen Sicherheitspfeiler.
- Schacht 1 „Ernestine“: 51° 30′ 34,19″ N, 7° 9′ 25,77″ O
- Schacht 2 „Luise“: 51° 30′ 35,15″ N, 7° 9′ 27,14″ O
- Schacht 3 „Gustav“: 51° 30′ 36″ N, 7° 9′ 25,71″ O
- Wetterschacht 4: 51° 30′ 33,29″ N, 7° 9′ 24,97″ O